# 大村亘
大村 亘（おおむら こう、1981年8月29日 - ）は、日本のジャズドラマー、タブラ奏者、作曲家。サニーサイド・レコード。2013年から、タブラのパンジャーブ流派のPandit Yogesh Samsiに師事している。東京都生まれ。幼少期をアメリカとオーストラリアで過ごし、シドニー大学およびシドニー音楽院ジャズ科に進学。

## 経歴
オーストラリアの若手ドラマーの登竜門である「Billy Hydes Drumcraftドラムコンペティション」で優勝し、セイビアン（英・SABIAN）シンバルとスポンサー契約を結ぶ。横浜ジャズプロムナード（2006年、2008年）、札幌国際ジャズフェスティバル（2008年）、東京ジャズ（2008年、2009年）など、多数のジャズフェスティバルやNHKの番組に出演。
2015年に文化庁より新進芸術家海外研修員に選ばれる。「日本の現代音楽業界においての影響にアジアのルーツとの交流が西洋背景のものより少なく感じる。インドという歴史的背景の古く文化的土壌も多様な土地でタブラという楽器を通じ学んだ事を日本の音楽環境において教育的観点、創作的観点から社会貢献したい」いう名目で申請しインド滞在費用学習費用を文化庁より全額支援され、2016年1〜4月にインド研修。
2018年にニューヨークで録音されたアルバム『Benign Strangers』が、同年の米ダウンビート誌のベスト・アルバムの一つに選ばれる。その後、アメリカ、オーストラリア、インド、香港、中国、台湾、韓国、ヨルダン、ルクセンブルクなど、世界各国でフェスティバルやレコーディングに参加した。また、毎年インドに赴き、北インドの伝統打楽器「タブラ」を研鑽。タブラ言語を用いたリズムトレーニングのワークショップを開催し、リズムの流れや表現を指導している。
2023〜24年金沢市民芸術村のアーティストインレジデンスとして多岐に渡るワークショップ(主にタブラ言語から派生するリズムの活用性)を展開、同企画の為にコンサートを開催、作曲提供。
2025年1月ニューヨークSunnysideレーベルよりギタリストDavy Mooneyとの合作『The Word』をリリース。米ダウンビート誌より四つ星の評価を得る。

## 作品
- Introspect /Ko Omura  /2011
- Metropolitan Oasis /Bungalow /2011
- Past Life /Bungalow /2013
- Unseen Scenes /Bungalow /2015
- You Already Know /Bungalow /2017
- Benign Strangers /Davy Mooney&Ko Omura /2018
- Talk. Vol.1 /Polyglot /2020
- Abstract Messages /Bungalow /2020
- Fairway /eFreydut(Mikiko Nagatake&Ko Omura)/2024
- The Word /Davy Mooney&Ko Omura /2025